# Giacomo Coccia
Giacomo Coccia (Santa Lucia del Mela, 17 marzo 1762 – San Filippo del Mela, 4 giugno 1829) è stato un vescovo cattolico italiano.

## Biografia
Nacque a Santa Lucia del Mela, allora sede dell’omonima prelatura, il 17 marzo 1762.
Fu ordinato presbitero il 15 aprile 1786.
Papa Pio VII lo nominò prelato di Santa Lucia del Mela il 15 settembre 1818 e, un anno dopo, il 27 settembre, vescovo titolare di Antinoe. Ricevette l'ordinazione episcopale il 28 novembre successivo nella cattedrale di Santa Lucia del Mela da Silvestro Todaro, vescovo di Patti.
Il 13 agosto 1824 papa Leone XII lo nominò assistente al Soglio Pontificio.
Morì il 4 giugno 1829 a San Filippo del Mela.

## Genealogia episcopale
La genealogia episcopale è:
- Cardinale Scipione Rebiba
- Cardinale Giulio Antonio Santori
- Cardinale Girolamo Bernerio, O.P.
- Arcivescovo Galeazzo Sanvitale
- Cardinale Ludovico Ludovisi
- Cardinale Luigi Caetani
- Cardinale Ulderico Carpegna
- Cardinale Paluzzo Paluzzi Altieri degli Albertoni
- Papa Benedetto XIII
- Papa Benedetto XIV
- Papa Clemente XIII
- Cardinale Enrico Benedetto Stuart
- Cardinale Andrea Corsini
- Arcivescovo Gaetano Maria Garrasi, O.S.A.
- Vescovo Silvestro Todaro, O.F.M.Conv.
- Vescovo Giacomo Coccia